# 베뒴

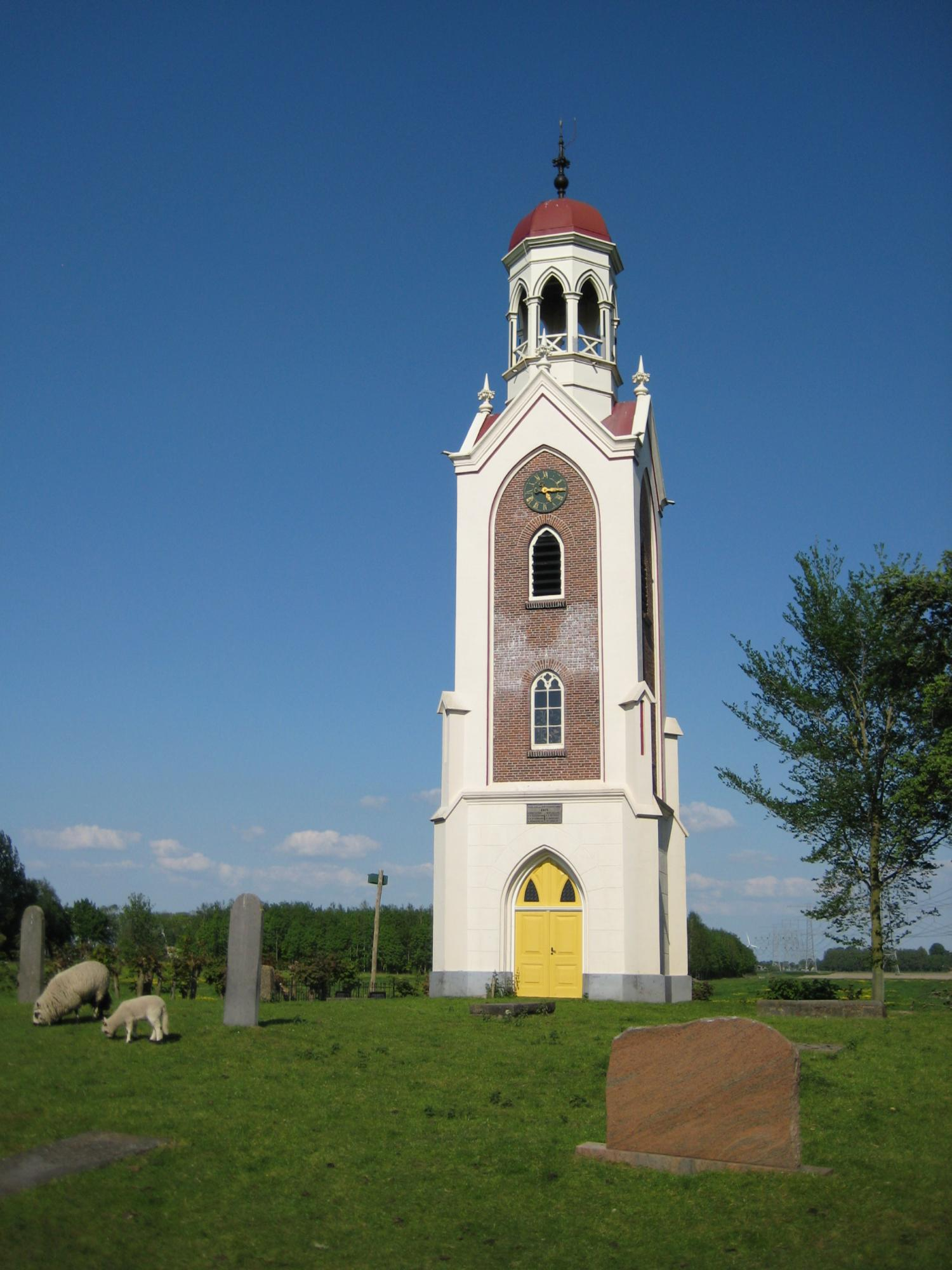
베뒴

베뒴의 위치

베뒴(네덜란드어: Bedum)은 네덜란드 북동부 흐로닝언주의 도시로 면적은 44.96km2, 높이는 -1m, 인구는 10,459명(2014년 5월 기준), 인구 밀도는 235명/km2이다. 흐로닝언의 위성 도시 가운데 한 곳이다.

시기
시 문장